# Montes de Oca (comarca)
Montes de Oca es una comarca situada en el este de la provincia de Burgos en la comunidad autónoma de Castilla y León, España. Está limitada al norte por La Bureba, al sur por la Demanda, al este por la provincia de La Rioja y al oeste el Alfoz de Burgos. Tiene una población de 4.932 habitantes según los datos del INE a 1 de enero de 2024.

## Geografía
Esta comarca tiene dos subcomarcas claramente diferenciadas geográfica, económica y culturalmente: una la propiamente dicha Montes de Oca y las Lomas sita al margen izquierdo del río Tirón, y la otra subcomarca Tirón-Riojilla Burgalesa, al margen derecho del río Tirón, que incluye a los Montes de Ayago. La capital comarcal es Belorado y coincide con su antiguo partido judicial con la excepción de Alcocero.

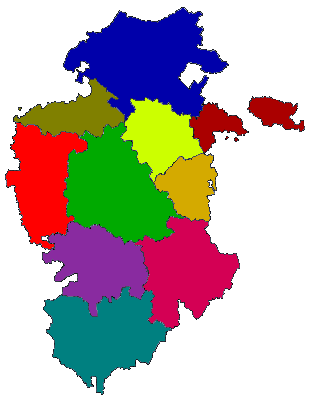
Mapa de las comarcas de Burgos.
Merindades
La Bureba
Ebro
Páramos
Odra y Pisuerga
Alfoz de Burgos
Montes de Oca
Arlanza
Sierra de la Demanda
Ribera del Duero

## Municipios (26)[1]
| - Arraya de Oca - Bascuñana (2) - Belorado (3) - Castildelgado - Cerezo de Río Tirón - Cerratón de Juarros (1) - Espinosa del Camino | - Fresneda de la Sierra Tirón - Fresneña (2) - Fresno de Río Tirón - Ibrillos - Pradoluengo (1) - Rábanos (3) - Redecilla del Camino | - Redecilla del Campo (2) - San Vicente del Valle (2) - Santa Cruz del Valle Urbión - Santa María del Invierno - Tosantos - Valle de Oca (5) - Valmala | - Villaescusa la Sombría (3) - Villafranca Montes de Oca (1) - Villagalijo (2) - Villambistia - Viloria de Rioja |

## Entidades locales menores (26)[2]
| - Alarcia (Rábanos) - Cueva Cardiel (Oca) - Espinosa del Monte (San Vicente) - Eterna (Belorado) - Ezquerra (Villagalijo) - Fresneña (*) - Garganchón (Pradoluengo) | - Ocón de Villafranca (Villafranca) - Puras de Villafranca (Belorado) - Quintanaloranco (Belorado) - Quintanilla del Monte en Rioja (Redecilla del Campo) - Quintanilla del Monte en Juarros (Villaescusa) - Rábanos (*) | - San Clemente del Valle (San Vicente) - San Pedro del Monte en Rioja (Bascuñana) - Santa Olalla del Valle (Villagalijo) - Sotillo de Rioja (Redecilla del Campo) - Turrientes (Cerratón) | - Villaescusa la Solana (Villaescusa) - Villaescusa la Sombría (*) - Villalbos (Oca) - Villalmóndar (Oca) - Villalómez (Oca) - Villamayor del Río (Fresneña) - Villamudria (Rábanos) - Villanasur Río de Oca (Oca) |

## Localidades (11)
| - Ahedillo (Alarcia) D - Alba (Villafranca) - Avellanosa de Rioja (Belorado) | - Castil de Carrias (Belorado) - Loranquillo (Belorado) - Mozoncillo de Oca (Oca) - Pradilla de Belorado (Fresneda) | - Quintanilla de las Dueñas (Cerezo) - San Cristóbal del Monte (Fresneña) | - San Otero (Cerratón) - Soto del Valle (Santa Cruz) |